# 2008-as Formula–1 francia nagydíj
A francia nagydíjat 2008. június 20-a és 22-e között rendezték meg a 2008-as Formula–1 világbajnokság nyolcadik futamaként Magny-Cours-ban.
A versenyen kettős Ferrari-győzelem született Felipe Massa és Kimi Räikkönen révén. A harmadik helyen Jarno Trulli végzett.

## Szabadedzések
Az első szabadedzést Felipe Massa nyerte, Lewis Hamilton és Heikki Kovalainen előtt. A második szabadedzésen Fernando Alonso volt a leggyorsabb, Massa második, Kimi Räikkönen harmadik lett. A szombat délelőtti, harmadik szabadedzésen nagy meglepetésre Nelson Piquet Jr. végzett az élen, Mark Webber második, Sebastian Vettel harmadik lett.

### Első szabadedzés
A francia nagydíj első szabadedzését június 20-án, pénteken tartották, közép-európai idő szerint 10:00 és 11:30 óra között. Az első helyet Felipe Massa szerezte meg, Lewis Hamilton és Heikki Kovalainen előtt.
| Helyezés | Név                  | Csapat/Motor        | Elért idő | Különbség | Futott kör |
| -------- | -------------------- | ------------------- | --------- | --------- | ---------- |
| 1        | Felipe Massa         | Ferrari             | 1:15.306  |           | 22         |
| 2        | Lewis Hamilton       | McLaren-Mercedes    | 1:16.002  | + 0.696   | 22         |
| 3        | Heikki Kovalainen    | McLaren-Mercedes    | 1:16.055  | + 0.749   | 20         |
| 4        | Kimi Räikkönen       | Ferrari             | 1:16.073  | + 0.767   | 21         |
| 5        | Robert Kubica        | BMW Sauber          | 1:16.377  | + 1.071   | 19         |
| 6        | Fernando Alonso      | Renault             | 1:16.400  | + 1.094   | 23         |
| 7        | Jarno Trulli         | Toyota              | 1:16.758  | + 1.452   | 32         |
| 8        | Sebastian Vettel     | Toro Rosso-Ferrari  | 1:16.838  | + 1.532   | 27         |
| 9        | Nick Heidfeld        | BMW Sauber          | 1:16.870  | + 1.564   | 21         |
| 10       | Timo Glock           | Toyota              | 1:16.886  | + 1.580   | 31         |
| 11       | Nelson Piquet Jr.    | Renault             | 1:17.063  | + 1.757   | 31         |
| 12       | David Coulthard      | Red Bull-Renault    | 1:17.234  | + 1.928   | 21         |
| 13       | Mark Webber          | Red Bull-Renault    | 1:17.269  | + 1.963   | 22         |
| 14       | Nico Rosberg         | Williams-Toyota     | 1:17.394  | + 2.088   | 30         |
| 15       | Rubens Barrichello   | Honda               | 1:17.491  | + 2.185   | 25         |
| 16       | Sébastien Bourdais   | Toro Rosso-Ferrari  | 1:17.683  | + 2.377   | 27         |
| 17       | Nakadzsima Kazuki    | Williams-Toyota     | 1:17.696  | + 2.390   | 25         |
| 18       | Jenson Button        | Honda               | 1:17.928  | + 2.622   | 21         |
| 19       | Giancarlo Fisichella | Force India-Ferrari | 1:18.072  | + 2.766   | 27         |
| 20       | Adrian Sutil         | Force India-Ferrari | 1:18.673  | + 3.367   | 13         |

### Második szabadedzés
A francia nagydíj pénteki második szabadedzését június 20-án, pénteken délután tartották, közép-európai idő szerint 14:00 és 15:30 óra között. A szabadedzésen Fernando Alonso volt a leggyorsabb, a Ferrari versenyzői, Felipe Massa és Kimi Räikkönen a második-harmadik helyen végeztek.
| Helyezés | Név                  | Csapat/Motor        | Elért idő | Különbség | Futott kör |
| -------- | -------------------- | ------------------- | --------- | --------- | ---------- |
| 1        | Fernando Alonso      | Renault             | 1:15.778  |           | 37         |
| 2        | Felipe Massa         | Ferrari             | 1:15.854  | + 0.076   | 24         |
| 3        | Kimi Räikkönen       | Ferrari             | 1:15.999  | + 0.221   | 42         |
| 4        | Lewis Hamilton       | McLaren-Mercedes    | 1:16.232  | + 0.454   | 29         |
| 5        | Sebastian Vettel     | Toro Rosso-Ferrari  | 1:16.298  | + 0.520   | 42         |
| 6        | Robert Kubica        | BMW Sauber          | 1:16.317  | + 0.539   | 35         |
| 7        | Heikki Kovalainen    | McLaren-Mercedes    | 1:16.340  | + 0.562   | 36         |
| 8        | Nick Heidfeld        | BMW Sauber          | 1:16.458  | + 0.680   | 43         |
| 9        | Nelson Piquet Jr.    | Renault             | 1:16.543  | + 0.765   | 39         |
| 10       | David Coulthard      | Red Bull-Renault    | 1:16.572  | + 0.794   | 36         |
| 11       | Nico Rosberg         | Williams-Toyota     | 1:16.682  | + 0.904   | 42         |
| 12       | Jarno Trulli         | Toyota              | 1:16.743  | + 0.965   | 43         |
| 13       | Sébastien Bourdais   | Toro Rosso-Ferrari  | 1:16.758  | + 0.980   | 42         |
| 14       | Nakadzsima Kazuki    | Williams-Toyota     | 1:17.002  | + 1.224   | 32         |
| 15       | Timo Glock           | Toyota              | 1:17.092  | + 1.314   | 39         |
| 16       | Mark Webber          | Red Bull-Renault    | 1:17.106  | + 1.328   | 38         |
| 17       | Jenson Button        | Honda               | 1:17.244  | + 1.466   | 37         |
| 18       | Giancarlo Fisichella | Force India-Ferrari | 1:17.394  | + 1.616   | 42         |
| 19       | Rubens Barrichello   | Honda               | 1:17.591  | + 1.813   | 27         |
| 20       | Adrian Sutil         | Force India-Ferrari | 1:17.868  | + 2.090   | 33         |

### Harmadik szabadedzés
A francia nagydíj harmadik, szombati szabadedzését június 21-én, szombat délelőtt, közép-európai idő szerint 11:00 és 12:00 óra között tartották. Az élen Nelson Piquet Jr. végzett, második lett Mark Webber, harmadik Sebastian Vettel.
| Helyezés | Név                  | Csapat/Motor        | Elért idő | Különbség | Futott kör |
| -------- | -------------------- | ------------------- | --------- | --------- | ---------- |
| 1        | Nelson Piquet Jr.    | Renault             | 1:15.750  |           | 19         |
| 2        | Mark Webber          | Red Bull-Renault    | 1:15.759  | + 0.009   | 14         |
| 3        | Sebastian Vettel     | Toro Rosso-Ferrari  | 1:15.827  | + 0.077   | 21         |
| 4        | Nico Rosberg         | Williams-Toyota     | 1:15.974  | + 0.224   | 17         |
| 5        | Kimi Räikkönen       | Ferrari             | 1:16.003  | + 0.253   | 18         |
| 6        | Jarno Trulli         | Toyota              | 1:16.147  | + 0.397   | 20         |
| 7        | Lewis Hamilton       | McLaren-Mercedes    | 1:16.182  | + 0.432   | 16         |
| 8        | Sébastien Bourdais   | Toro Rosso-Ferrari  | 1:16.235  | + 0.485   | 18         |
| 9        | Felipe Massa         | Ferrari             | 1:16.256  | + 0.506   | 17         |
| 10       | David Coulthard      | Red Bull-Renault    | 1:16.282  | + 0.532   | 18         |
| 11       | Timo Glock           | Toyota              | 1:16.344  | + 0.594   | 20         |
| 12       | Fernando Alonso      | Renault             | 1:16.437  | + 0.687   | 20         |
| 13       | Heikki Kovalainen    | McLaren-Mercedes    | 1:16.545  | + 0.795   | 16         |
| 14       | Robert Kubica        | BMW Sauber          | 1:16.617  | + 0.867   | 20         |
| 15       | Nakadzsima Kazuki    | Williams-Toyota     | 1:16.644  | + 0.894   | 16         |
| 16       | Jenson Button        | Honda               | 1:16.651  | + 0.901   | 20         |
| 17       | Rubens Barrichello   | Honda               | 1:16.658  | + 0.908   | 17         |
| 18       | Nick Heidfeld        | BMW Sauber          | 1:16.687  | + 0.937   | 19         |
| 19       | Giancarlo Fisichella | Force India-Ferrari | 1:17.365  | + 1.615   | 23         |
| 20       | Adrian Sutil         | Force India-Ferrari | 1:17.612  | + 1.862   | 21         |

## Időmérő edzés
Az időmérő edzést Kimi Räikkönen nyerte, Felipe Massa és Fernando Alonso előtt. A harmadik legjobb időt Lewis Hamilton érte el, de tíz helyes rajtbüntetése miatt csak a 13. helyről indulhatott a futamon.

### Az edzés végeredménye
| Helyezés | Versenyző            | Csapat/Motor        | 1. rész     | 2. rész    | 3. rész    |
| -------- | -------------------- | ------------------- | ----------- | ---------- | ---------- |
| 1        | Kimi Räikkönen       | Ferrari             | 1:15.133    | 1:15.161   | 1:16.449   |
| 2        | Felipe Massa         | Ferrari             | 1:15.024    | 1:15.041   | 1:16.490   |
| 3        | Fernando Alonso      | Renault             | 1:15.754    | 1:15.483   | 1:16.840   |
| 4        | Jarno Trulli         | Toyota              | 1:15.521    | 1:15.362   | 1:16.920   |
| 5        | Robert Kubica        | BMW Sauber          | 1:15.687    | 1:15.723   | 1:17.037   |
| 6        | Mark Webber          | Red Bull-Renault    | 1:16.020    | 1:15.488   | 1:17.233   |
| 7        | David Coulthard      | Red Bull-Renault    | 1:15.802    | 1:15.654   | 1:17.426   |
| 8        | Timo Glock           | Toyota              | 1:15.727    | 1:15.558   | 1:17.596   |
| 9        | Nelson Piquet Jr.    | Renault             | 1:15.848    | 1:15.770   |            |
| 10       | Heikki Kovalainen    | McLaren-Mercedes    | 1:15.965    | 1:15.639   | 1:16.944*  |
| 11       | Nick Heidfeld        | BMW Sauber          | 1:16.006    | 1:15.786   |            |
| 12       | Sebastian Vettel     | Toro Rosso-Ferrari  | 1:15.918    | 1:15.816   |            |
| 13       | Lewis Hamilton       | McLaren-Mercedes    | 1:15.634    | 1:15.293   | 1:16.693** |
| 14       | Sébastien Bourdais   | Toro Rosso-Ferrari  | 1:16.072    | 1:16.045   |            |
| 15       | Nakadzsima Kazuki    | Williams-Toyota     | 1:16.243    |            |            |
| 16       | Jenson Button        | Honda               | 1:16.306    |            |            |
| 17       | Giancarlo Fisichella | Force India-Ferrari | 1:16.971    |            |            |
| 18       | Adrian Sutil         | Force India-Ferrari | 1:17.053    |            |            |
| 19       | Nico Rosberg         | Williams-Toyota     | 1:16.085    | 1:16.235** |            |
| 20       | Rubens Barrichello   | Honda               | 1:16.330*** |            |            |

* Heikki Kovalainen az edzésen a 6. időeredményt érte el, de Mark Webber feltartása miatt öt helyes rajtbüntetést kapott. A 11. helyett azonban a 10. helyről rajtolhatott, mert előtte Lewis Hamilton már korábban büntetést kapott.

** Lewis Hamilton a 3., Nico Rosberg a 15. lett az időmérő edzésen, de a kanadai nagydíjon okozott baleset miatt tíz-tíz helyes rajtbüntetést kaptak.

*** Rubens Barrichello a 17. rajthelyet szerezte meg, de váltócsere miatt öt helyes rajtbüntetést kapott.

## Futam
A francia nagydíj futama június 22-én, közép-európai idő szerint 14:00 órakor rajtolt. A pálya száraz volt, de a borult égbolt miatt esőre volt kilátás.
A mezőny a rajtbüntetése miatt 13. helyről rajtoló Hamilton kivételével keményebb keverékű gumikon kezdte a versenyt. A rajtnál Räikkönen megtartotta az első helyet Massával szemben, a harmadik rajtkockából induló Alonsót azonban Trulli és Kubica is megelőzte. A mezőny hátsó részében autózó Button autójának hátsó szárnya megsérült a rajtnál, de folytatni tudta a versenyt. Hamilton az első kanyarokban három helyet jött előre, de Vettelt csak az egyik sikánt levágva tudta megelőzni. Ekkor 10. volt, Kovalainen mögött. Alonso még az első körben visszaelőzte Kubicát, mögöttük Glock, Webber, Piquet volt a sorrend a pontszerző helyeken.

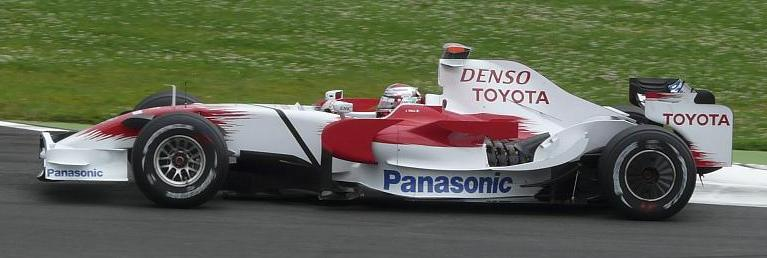
Jarno Trulli 3. lett

A második körben Alonso már Trullit támadta, Räikkönen pedig megfutotta a leggyorsabb kört. A nyolcadik helyen Piquet sikerrel tartotta maga mögött Kovalainent és Hamiltont. Az élen ezalatt Trulli hátránya már öt másodperc volt a Ferrarikhoz képest. Button a célegyenes előtt kicsúszott és összetörte az autója elejét. Mivel a bokszutca bejáratát már elhagyta, egy teljes kört kellett megtennie sérült első szárnnyal. Kényszerű boxkiállása után már csak Räikkönen mögé, körhátrányban sikerült visszaállnia a versenybe. A kilencedik helyen autózó Kovalainen maga elé engedte a lágy gumikon gyorsabb Hamiltont, akinek ekkor már 16 mp. hátránya volt az első helyezetthez képest. Most ő próbálta megelőzni Piquet-t, sikertelenül. A harmadik helyen Trulli kezdett elszakadni Alonsótól. Heidfeld a 13. helyre esett vissza.

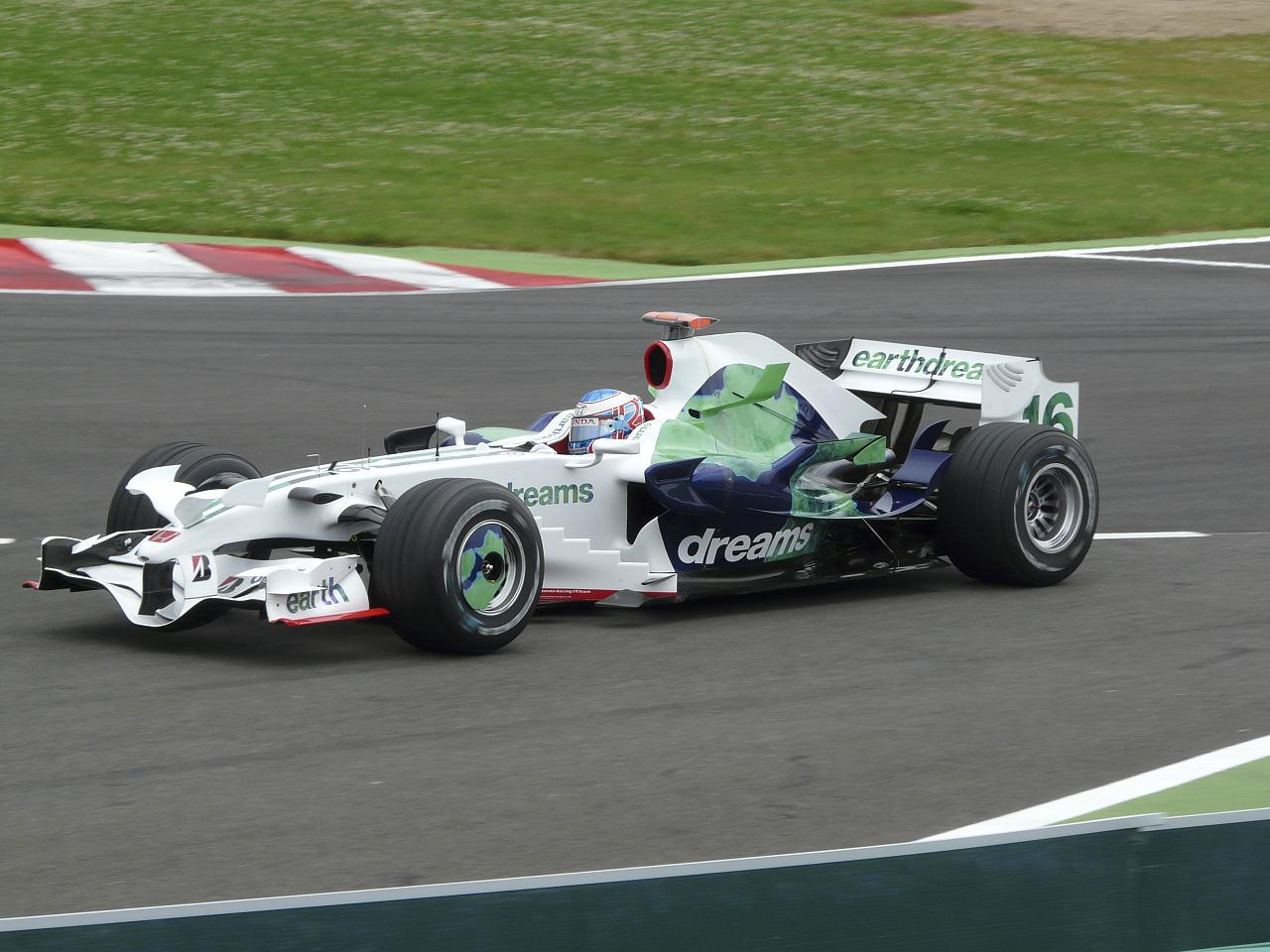
A verseny egyetlen kiesője, Button

A 13. körben a versenybírók bokszutca-áthajtásos büntetést róttak a még mindig Piquet-vel küzdő Hamiltonra, amiért az első körben a pályát levágva előzött. A büntetést letöltve a 13. helyre tudott visszaállni, Barrichello elé. Három körrel később Alonso kezdte meg a tervezett boxkiállások sorát, a többiekhez képest viszonylag korán. A 12. helyen, közvetlenül Hamilton előtt folytatta a versenyt. Räikkönen a 16. körben 1:16:630-cal megfutotta a verseny leggyorsabb köridejét, amit más már nem tudott túlszárnyalni. Körönként 3 tizedmásodperccel növelte az előnyét Massához képest, Trulli már 17 másodperccel volt lemaradva.

A 18. körben Button a sérült autójával végleg kiállni kényszerült, így ő lett a verseny egyetlen kiesője. Hamilton hosszas próbálkozás után megelőzte Alonsót, de nem sokkal később ki kellett jönnie tankolni. Amikor visszaállt, már körhátrányban volt Räikkönenhez képest. Kisvártatva az élmezőny összes tagja végrehajtotta első boxkiállását. A sorrend nem változott, egyedül Kovalainen tudta megelőzni Piquet-t, aki a boxutcából kijövet csak késve gyorsított fel. Piquet-nek nem sokkal később a mögé megérkező Trulli előzési kísérletét kellett visszavernie. Webber a 10. helyen haladt, amikor a boxkiállása után még hideg gumikon megcsúszott és Alonso megelőzte. Hamilton Rosberggel küzdött a 17. helyért. Az első boxkiállások után a Ferrarik mögött Trulli haladt, őt Kubica próbálta megelőzni, sikertelenül. A további pontszerző helyeken Alonso, Webber, Kovalainen, Piquet volt a sorrend. A mezőnyből ekkor Nakadzsima, Fisichella, Barrichello és Rosberg nem voltak még kint tankolni, ők egykiállásos taktikát alkalmaztak.

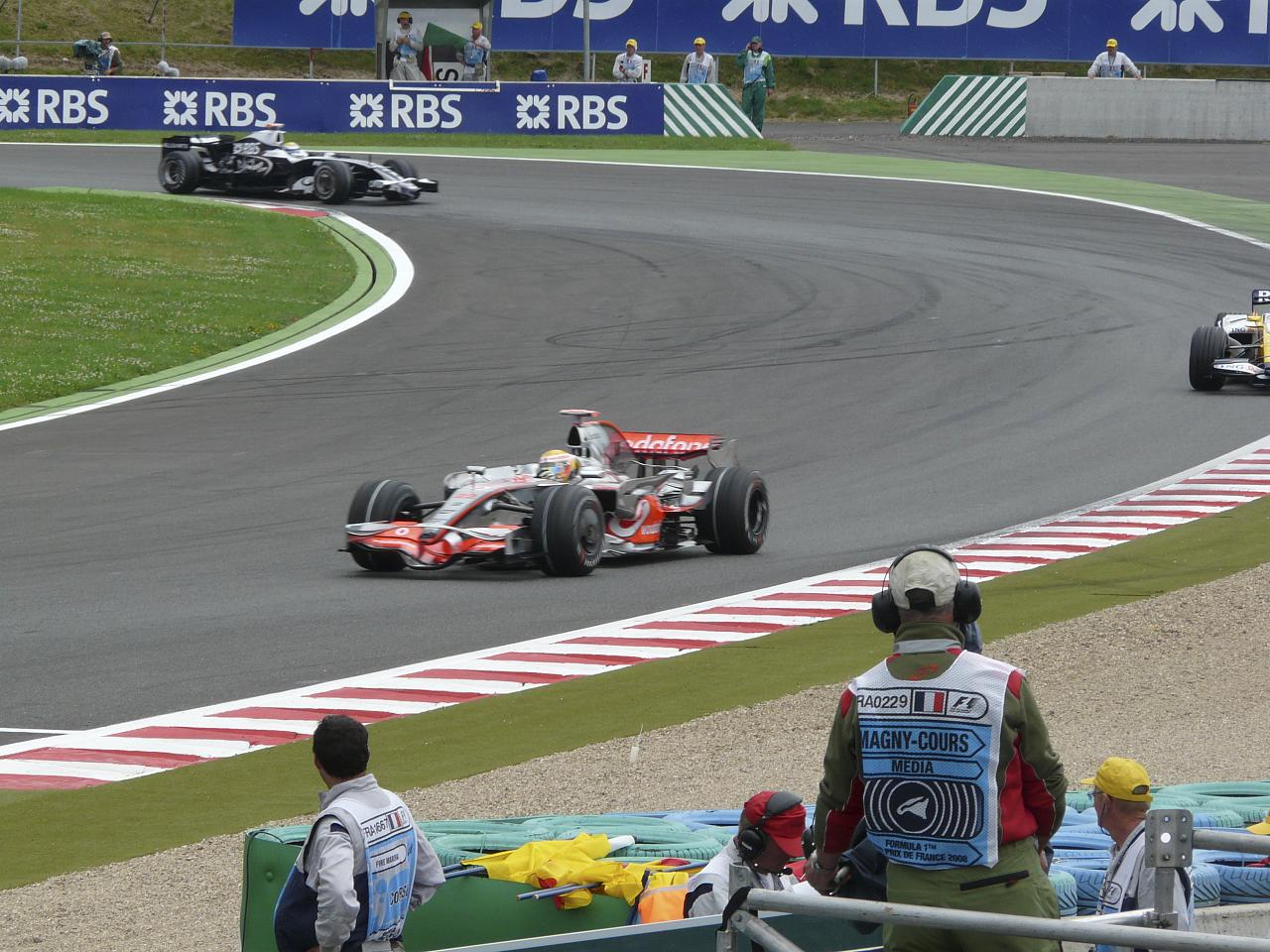
Hamilton csak a 10. helyre tudott felzárkózni.

Féltávnál, a 35. körben Räikkönen lekörözte Bourdaist, de a Toro Rosso versenyzője pár körön belül utolérte őt. Räikkönen lelassult, mert a jobb oldali kipufogódobja kiszakadt a helyéből és megrongált több légterelő elemet. A 39. körben kénytelen volt átengedni a vezető helyet Massának, aki rövid időn belül jelentős előnyre tett szert vele szemben. Mögötte Trulli 25 másodpercre volt lemaradva, de körönként egy másodperccel gyorsabb volt. Utolsónak a mezőnyből Rosberg állt ki tankolni, lágy gumikon nem kevesebb, mint 40 kört tett meg, de 19. rajthelyén sokat nem tudott javítani. Kovalainen megelőzte Webbert, és feljött a 6. helyre, ezalatt Alonso már a második kerékcseréjét is végrehajtotta, minek végén a 12. helyre tért vissza a versenybe, közvetlenül Hamilton elé. A második boxkiállások során Trulli megőrizte a harmadik helyét, mögötte azonban Kubicát megelőzte a tovább kint maradó Kovalainen. Räikkönen hátránya már több mint 12 másodperc volt Massához képest, amikor másodszor is kiállt kerékcserére. A kapott üzemanyagtöbbletnek köszönhetően stabilabb lett az autója, és tartani tudta az előnyét Trullival szemben.

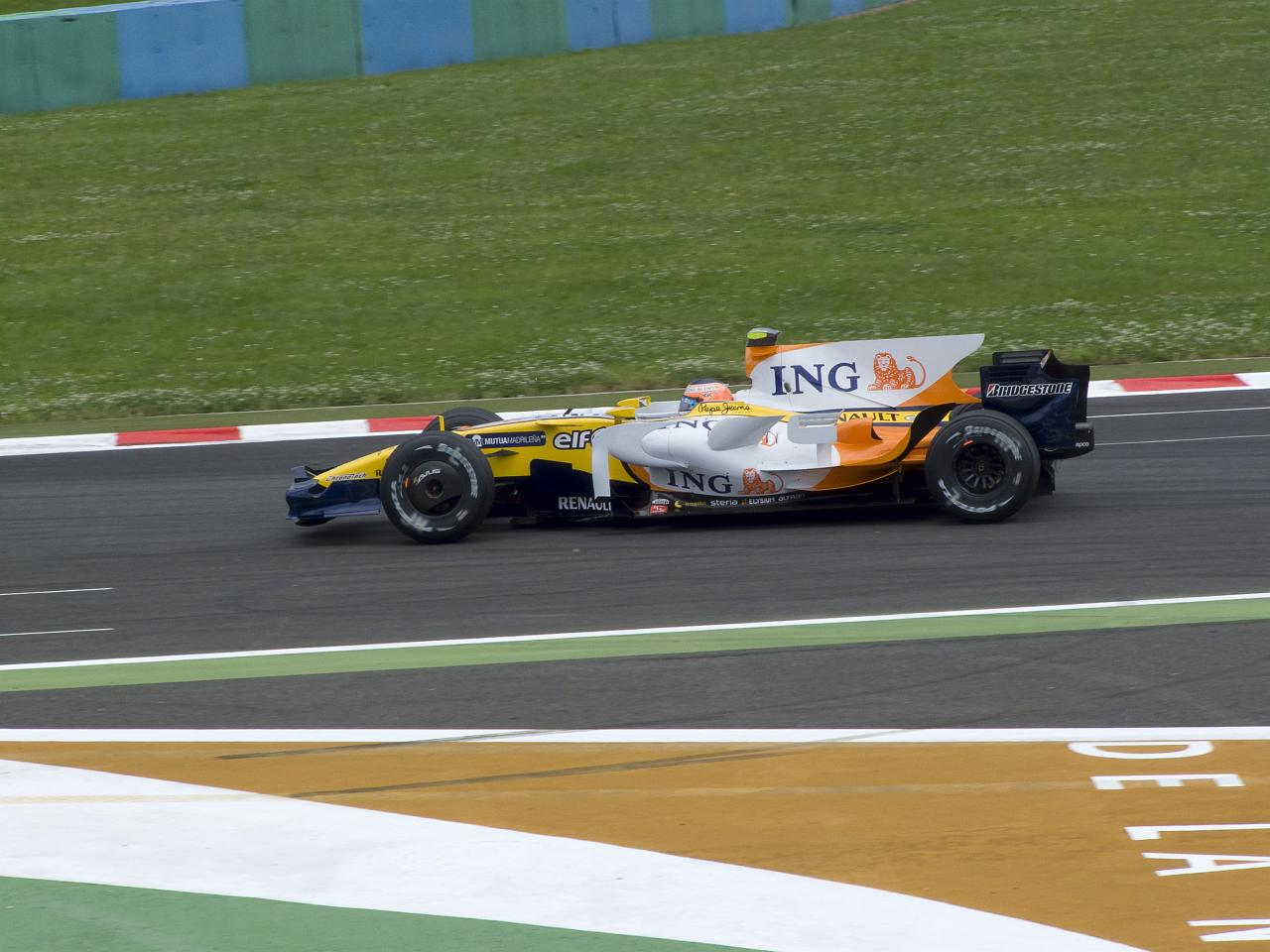
Piquet pályafutása első pontjait szerezte

Az 58. körben szemerkélni kezdett az eső, a versenyzők lassítani kényszerültek. A Ferrarik 5 másodperccel rosszabb köridőket autóztak ekkor, mint a verseny elején. A 3.-4.-5. helyen éles csata bontakozott ki Trulli, Kovalainen és Kubica között. Utóbbi leszakadt, amint pár körrel később felszáradt a pálya, a dobogóért már csak Trulli és Kovalainen harcolt. A 64. körben Räikkönen autójáról végleg leszakadt a meglazult alkatrész, ami további lassuláshoz vezetett, de folytatni tudta a versenyt. Két körrel a leintés előtt Kovalainen újra megkísérelte megelőzni Trullit, aki azonban kivédte a támadást. A McLaren-versenyző kicsúszott, de korrigálni tudott. Az egyik Force India lekörözésekor az addig hetedik Alonso lecsúszott az ideális versenyívről, és a közvetlenül mögötte autózó Piquet megelőzte.
Massa és Räikkönen révén kettős Ferrari-győzelem született a francia nagydíjon, a dobogó harmadik fokára a Toyota alapító csapatfőnökét, Ove Anderssont gyászoló Trulli állhatott fel. Negyedik lett Kovalainen, mögötte Kubica és Webber értek be. Piquet első pontszerzése alkalmával hetedik lett, a 3. rajtkockából induló Alonso csak 8.

Coulthard ismét lemaradt a pontszerzésről, mögötte Hamilton, Glock, Vettel, Heidfeld, Barrichello volt a sorrend. A 15. helyezett Nakadzsima és a mögötte célba ért Rosberg, Bourdais, Fisichella és Sutil körhátrányban fejezték be a versenyt.
| Helyezés | Rajthely | #  | Versenyző            | Csapat/Motor        | Körök | Idő/Kiesés oka  | Pontszám |
| -------- | -------- | -- | -------------------- | ------------------- | ----- | --------------- | -------- |
| 1        | 2        | 2  | Felipe Massa         | Ferrari             | 70    | 1h31:50.245     | 10       |
| 2        | 1        | 1  | Kimi Räikkönen       | Ferrari             | 70    | + 17.984        | 8        |
| 3        | 4        | 11 | Jarno Trulli         | Toyota              | 70    | + 28.250        | 6        |
| 4        | 10       | 23 | Heikki Kovalainen    | McLaren-Mercedes    | 70    | + 28.929        | 5        |
| 5        | 5        | 4  | Robert Kubica        | BMW Sauber          | 70    | + 30.512        | 4        |
| 6        | 6        | 10 | Mark Webber          | Red Bull-Renault    | 70    | + 40.304        | 3        |
| 7        | 9        | 6  | Nelson Piquet Jr.    | Renault             | 70    | + 41.033        | 2        |
| 8        | 3        | 5  | Fernando Alonso      | Renault             | 70    | + 43.372        | 1        |
| 9        | 7        | 9  | David Coulthard      | Red Bull-Renault    | 70    | + 51.021        |          |
| 10       | 13       | 22 | Lewis Hamilton       | McLaren-Mercedes    | 70    | + 54.538        |          |
| 11       | 8        | 12 | Timo Glock           | Toyota              | 70    | + 57.700        |          |
| 12       | 12       | 15 | Sebastian Vettel     | Toro Rosso-Ferrari  | 70    | + 58.065        |          |
| 13       | 11       | 3  | Nick Heidfeld        | BMW Sauber          | 70    | + 1:02.079      |          |
| 14       | 20       | 17 | Rubens Barrichello   | Honda               | 69    | +1 kör          |          |
| 15       | 15       | 8  | Nakadzsima Kazuki    | Williams-Toyota     | 69    | +1 kör          |          |
| 16       | 19       | 7  | Nico Rosberg         | Williams-Toyota     | 69    | +1 kör          |          |
| 17       | 14       | 14 | Sébastien Bourdais   | Toro Rosso-Ferrari  | 69    | +1 kör          |          |
| 18       | 17       | 21 | Giancarlo Fisichella | Force India-Ferrari | 69    | +1 kör          |          |
| 19       | 18       | 20 | Adrian Sutil         | Force India-Ferrari | 69    | +1 kör          |          |
| Ki       | 16       | 16 | Jenson Button        | Honda               | 16    | Sérült szárnyak |          |

## A világbajnokság élmezőnyének állása a verseny után
| H  | Versenyzők        | Pont | H  | Konstruktőrök       | Pont |
| -- | ----------------- | ---- | -- | ------------------- | ---- |
| 1  | Felipe Massa      | 48   | 1  | Ferrari             | 91   |
| 2  | Robert Kubica     | 46   | 2  | BMW Sauber          | 74   |
| 3  | Kimi Räikkönen    | 43   | 3  | McLaren-Mercedes    | 58   |
| 4  | Lewis Hamilton    | 38   | 4  | Red Bull-Renault    | 24   |
| 5  | Nick Heidfeld     | 28   | 5  | Toyota              | 23   |
| 6  | Heikki Kovalainen | 20   | 6  | Williams-Toyota     | 15   |
| 7  | Jarno Trulli      | 18   | 7  | Renault             | 12   |
| 8  | Mark Webber       | 18   | 8  | Honda               | 8    |
| 9  | Fernando Alonso   | 10   | 9  | Toro Rosso-Ferrari  | 7    |
| 10 | Nico Rosberg      | 8    | 10 | Force India-Ferrari | 0    |
| 11 | Nakadzsima Kazuki | 7    | 11 | Super Aguri-Honda*  | 0    |

* A Super Aguri csapat a török nagydíjat megelőzően visszalépett.

(A teljes táblázat)

## Statisztikák
Vezető helyen:
- Kimi Räikkönen: 36 (1-21 / 24-38)
- Felipe Massa: 34 (22-23 / 39-70)

Felipe Massa 8. győzelme, Kimi Räikkönen 16. pole-pozíciója, 22. leggyorsabb köre.
- Ferrari 206. győzelme.
- Nelsinho Piquetnek pályafutása 8. futamán először sikerült pontszerző helyen beérnie.